# Mamurra
Marco Vitruvio Mamurra, secondo altre fonti Lucio Mamurra o Claudio Mamurra (Formia, ... – ..., 45 a.C.), è stato un politico romano.
Appartenente al ceto equestre, seguì Gaio Giulio Cesare in Gallia, rivestendo il ruolo di praefectus fabrum (prefetto degli ingegneri) ed arricchendosi smodatamente.
Secondo Cornelio Nepote fu il primo romano a costruirsi una casa interamente rivestita in marmo e con colonne marmoree, posta sul Celio.
Fu nemico del poeta Gaio Valerio Catullo, che lo definì mentulus (piccolo pene) insinuando una relazione omosessuale tra lui e Cesare e disprezzò la sua amante Ameana chiamandola ragazza dal naso bruttarello.
Catullo inoltre si riferì a Mamurra con l'epiteto di bancarottiere di Formia. 
Da una lettera di Marco Tullio Cicerone del 45 a.C. si deduce, secondo alcuni, che Mamurra a tale data fosse già morto.